# Tallinna Sadam
Tallinna Sadam was een Estse voetbalclub uit de hoofdstad Tallinn.
De club won twee keer de beker en werd ook tweemaal vicekampioen. Voor het seizoen 1999 fuseerde de club met Levadia Maardu, dat sinds 2004 Levadia Tallinn is.

## Erelijst
- Beker van Estland

1996, 1997
- Estische supercup

1996/97

## Sadam in Europa
#Q = #voorronde, T/U = Thuis/Uit, W = Wedstrijd, PUC = punten UEFA coëfficiënten .
Uitslagen vanuit gezichtspunt Sadam
| Seizoen | Competitie   | Ronde | Land                 | Club              | Totaalscore | 1e W    | 2e W    | PUC |
| ------- | ------------ | ----- | -------------------- | ----------------- | ----------- | ------- | ------- | --- |
| 1996/97 | Europacup II | Q     | Vlag van Oekraïne    | Nyva Vinnytsja    | 2-2 u       | 2-1 (T) | 0-1 (U) | 2.0 |
| 1997/98 | Europacup II | Q     | Vlag van Wit-Rusland | Belshina Babrujsk | 2-5         | 1-1 (T) | 1-4 (U) | 1.0 |
| 1998/99 | UEFA Cup     | 1Q    | Vlag van Polen       | Polonia Warschau  | 1-5         | 0-2 (T) | 1-3 (U) | 0.0 |

Totaal aantal punten voor UEFA coëfficiënten: 3.0

## Bekende (oud-)spelers
- Urmas Hepner
- Indro Olumets
- Sergei Pareiko
- Aleksandr Puštov